# Всемирный профессиональный баскетбольный турнир
Всемирный профессиональный баскетбольный турнир (англ. World Professional Basketball Tournament) — соревнование профессиональных баскетбольных команд, проводившееся ежегодно в Чикаго (США) с 1939 по 1948 год при участии как команд профессиональных баскетбольных лиг НБЛ и АБЛ, так и ведущих независимых команд, таких, как «Нью-Йорк Ренессанс» и «Гарлем Глобтроттерс». Турнир не носил статуса официального, но был высоко престижным; с 1940 года команда-победительница профессионального турнира встречалась в показательном матче со сборной «всех звёзд» студенческого баскетбола Северной Америки.

## История турнира
В конце 1930-х годов профессиональный баскетбол в Северной Америке переживал кризис, причинами которого были последствия Великой Депрессии, неудачный менеджмент и низкие финансовые мощности. Профессиональные лиги были маленькими и непопулярными. На этом фоне в марте 1939 года в Чикаго был организован первый Всемирный профессиональный баскетбольный турнир, на который были приглашены лучшие из действующих профессиональных команд США, включая как лидеров профессиональных лиг (по две команды из НБЛ и АБЛ), так и наиболее именитые из независимых гастролирующих команд — «Нью-Йорк Ренессанс», «Нью-Йорк Селтикс» и «Гарлем Глобтроттерс». В общей сложности в турнире приняли участие 11 команд, причём некоторые были сформированы именно с целью участия в нём. Организаторами турнира стали антрепренёр Гарри Ханин и Лео Фишер, редактор спортивного раздела газеты Chicago Herald-American, ставшей постоянным основным спонсором турнира. Впервые в истории в рамках одного турнира сошлись команды, укомплектованные белыми и чернокожими баскетболистами.
Всемирный профессиональный турнир проводился в течение десяти лет подряд. С ростом популярности турнира число команд-участниц доходило до 16; в частности, в 1946 году в розыгрыше участвовали шесть из восьми команд НБЛ (седьмая была на грани распада, а отказ от участия восьмой, вероятно, был мотивирован кажущейся гарантированной победой фаворита последних лет «Форт-Уэйн Пистонс»). Игры проходили на центральных спортивных аренах Чикаго — International Amphitheater и Chicago Stadium, судейство осуществляли лучшие арбитры — Пат Кеннеди и Джим Энрайт.
Начиная с 1940 года команда-победительница, получавшая титул чемпиона мира среди профессионалов, участвовала в показательном матче (позже — в серии матчей) со сборной «всех звёзд» университетского баскетбола США. Эти матчи обычно собирали полные залы, число зрителей зачастую превышало 20 тысяч человек. Матчи профессионалов и любителей продолжались до 1954 года, хотя лишь в 1948 году, в последний год проведения Всемирного турнира, его победитель «Миннеаполис Лейкерс» прервал гегемонию студенческой сборной. По мнению историка баскетбола Джона Шлеппи, Всемирный профессиональный турнир сыграл ключевую роль в выживании профессионального баскетбола, в частности, в годы Второй мировой войны.
Его проведение было прервано после 1948 года, когда основной спонсор отозвал финансовую поддержку. Возможно, этот шаг был сделан по инициативе руководства недавно созданной Национальной баскетбольной ассоциации, наконец объединившей разрозненные профессиональные лиги. Есть также вероятность, что ожидалось падение популярности турнира в связи с распадом местной профессиональной команды «Чикаго Стагз» и спонсорская поддержка могла обернуться финансовыми потерями.

## Чемпионы и призёры
Три турнира из десяти были выиграны независимыми командами — «Нью-Йорк Ренс» в 1939 году, «Гарлем Глобтроттерс» на следующий год и «Вашингтон Беарз» — дочерней командой «Ренс» — в 1943 году. В остальные годы чемпионами становились команды, представлявшие НБЛ, в том числе трижды подряд — «Форт-Уэйн Золлнер Пистонс». Команды НБЛ преобладали и среди призёров, тогда как представителям второй профессиональной лиги, АБЛ, лишь в 1940 удалось пробиться на пьедестал, заняв сразу и второе, и третье места.
Хотя «Форт-Уэйн Золлнер Пистонс» были единственной командой, сумевшей победить во Всемирном профессиональном турнире больше одного раза, рекорд появлений в финале принадлежит не им, а другой команде НБЛ — «Ошкош Олл-Старз», одержавшей одну победу и четыре раза довольствовавшейся вторым местом. «Пистонс», как и «Олл-Старз», становились призёрами в общей сложности пять раз (три победы и два третьих места), по три раза на пьедестал попадали «Нью-Йорк Ренс» (первое, второе и третье место) и «Гарлем Глобтроттерс» (одна победа и два третьих места).
| Год  | Чемпион                            | Финалист                  | Счёт в финале       | Бронзовый призёр                   |
| ---- | ---------------------------------- | ------------------------- | ------------------- | ---------------------------------- |
| 1939 | Нью-Йорк Ренессанс (нез.)          | Ошкош Олл-Старз (НБЛ)     | 34-25               | Гарлем Глобтроттерс (нез.)         |
| 1940 | Гарлем Глобтроттерс (нез.)         | Чикаго Брюинз (АБЛ)       | 31-29               | Вашингтон Хьюрич Брюерз (АБЛ)      |
| 1941 | Детройт Иглс (НБЛ)                 | Ошкош Олл-Старз (НБЛ)     | 39-37               | Нью-Йорк Ренессанс (нез.)          |
| 1942 | Ошкош Олл-Старз (НБЛ)              | Детройт Иглс (нез.)       | 43-41               | Лонг-Айленд Грумман Флайерз (нез.) |
| 1943 | Вашингтон Беарс (нез.)             | Ошкош Олл-Старз (НБЛ)     | 43-31               | Форт-Уэйн Золлнер Пистонс (НБЛ)    |
| 1944 | Форт-Уэйн Золлнер Пистонс (НБЛ)    | Бруклин Иглс (нез.)       | 50-33               | Гарлем Глобтроттерс (нез.)         |
| 1945 | Форт-Уэйн Золлнер Пистонс (НБЛ, 2) | Дейтон Акме Бомберс (НБЛ) | 78-52               | Чикаго Американ Гиэрс (НБЛ)        |
| 1946 | Форт-Уэйн Золлнер Пистонс (НБЛ, 3) | Ошкош Олл-Старз (НБЛ)     | 59-61, 56-47, 73-57 | Чикаго Американ Гиэрс (НБЛ)        |
| 1947 | Индианаполис Каутскис (НБЛ)        | Толедо Джипс (НБЛ)        | 62-47               | Форт-Уэйн Золлнер Пистонс (НБЛ)    |
| 1948 | Миннеаполис Лейкерс (НБЛ)          | Нью-Йорк Ренессанс (нез.) | 75-71               | Андерсон Даффи Пэкерс (НБЛ)        |

## Индивидуальная статистика

### Наиболее ценные игроки (MVP)
| Год  | Игрок              | Команда                   |
| ---- | ------------------ | ------------------------- |
| 1939 | Пагги Белл         | Нью-Йорк Ренессанс        |
| 1940 | Сонни Босуэлл      | Гарлем Глобтроттерс       |
| 1941 | Бадди Дженнетт     | Детройт Иглс              |
| 1942 | Эд Риска           | Ошкош Олл-Старз           |
| 1943 | Кёрли Армстронг    | Форт-Уэйн Золлнер Пистонс |
| 1944 | Бобби Макдермотт   | Форт-Уэйн Золлнер Пистонс |
| 1945 | Бадди Дженнетт (2) | Форт-Уэйн Золлнер Пистонс |
| 1946 | Джордж Майкен      | Чикаго Американ Гиэрс     |
| 1947 | Джули Ривлин       | Толидо Джипс              |
| 1948 | Джордж Майкен (2)  | Миннеаполис Лейкерс       |

### Лучшие бомбардиры финальных матчей
| Игрок            | Команда                   | Матчей | Очков | В среднем за матч |
| ---------------- | ------------------------- | ------ | ----- | ----------------- |
| Лерой Эдвардс    | Ошкош Олл-Старз           | 5      | 53    | 10,6              |
| Бобби Макдермотт | Форт-Уэйн Золлнер Пистонс | 3      | 49    | 16,3              |
| Джейк Пелкингтон | Детройт/Форт-Уэйн         | 4      | 45    | 11,2              |
| Бадди Дженнетт   | Детройт/Форт-Уэйн         | 4      | 42    | 10,5              |
| Джордж Майкен    | Миннеаполис Лейкерс       | 1      | 40    | 40,0              |
| Поп Гейтс        | Нью-Йорк/Вашингтон        | 3      | 37    | 12,3              |
| Эд Садовски      | Детройт/Форт-Уэйн         | 3      | 34    | 11,3              |
| Джерри Буш       | Детройт/Форт-Уэйн         | 5      | 30    | 6,0               |
| Нейт Клифтон     | Нью-Йорк Ренессанс        | 1      | 24    | 24,0              |